# 淋巴斯河
淋巴斯河是東馬來西亞砂拉越木中省的一条河流，是沙里拨河（Batang Saribas）的支流，途经浮刹镇和宁木镇，為區內其中一條水路交通樞紐。

## 外部連結
- Traveling Luck （页面存档备份，存于）